# Thereva bakeri
Thereva bakeri är en tvåvingeart som beskrevs av Cole 1923. Thereva bakeri ingår i släktet Thereva och familjen stilettflugor.
Artens utbredningsområde är Kalifornien. Inga underarter finns listade i Catalogue of Life.